# ظفر ارگین
ظفر ارگین (ترکی استانبولی: Zafer Ergin؛ زادهٔ ۳۰ اوت ۱۹۴۲) هنرپیشه اهل ترکیه است. وی از سال ۱۹۵۸ میلادی تاکنون مشغول فعالیت بوده‌است.
از فیلم‌ها یا برنامه‌های تلویزیونی که وی در آن نقش داشته‌است می‌توان به برلین در برلین، کاغذ و سریال وادی گرگ ها با نقش ''محمت کاراحانلی'' اشاره کرد.